# Háj (okres Košice-okolie)
Háj (Hongaars: Áj) is een Slowaakse gemeente in de regio Košice, en maakt deel uit van het district Košice-okolie.
Háj telt 275 inwoners.
Tijdens de volkstelling van 2021 waren er 248 inwoners waarvan 176 Hongaren (71%), 58 Slowaken, 2 Tsjechen, 1 Moraviër, en 11 overige nationaliteiten.

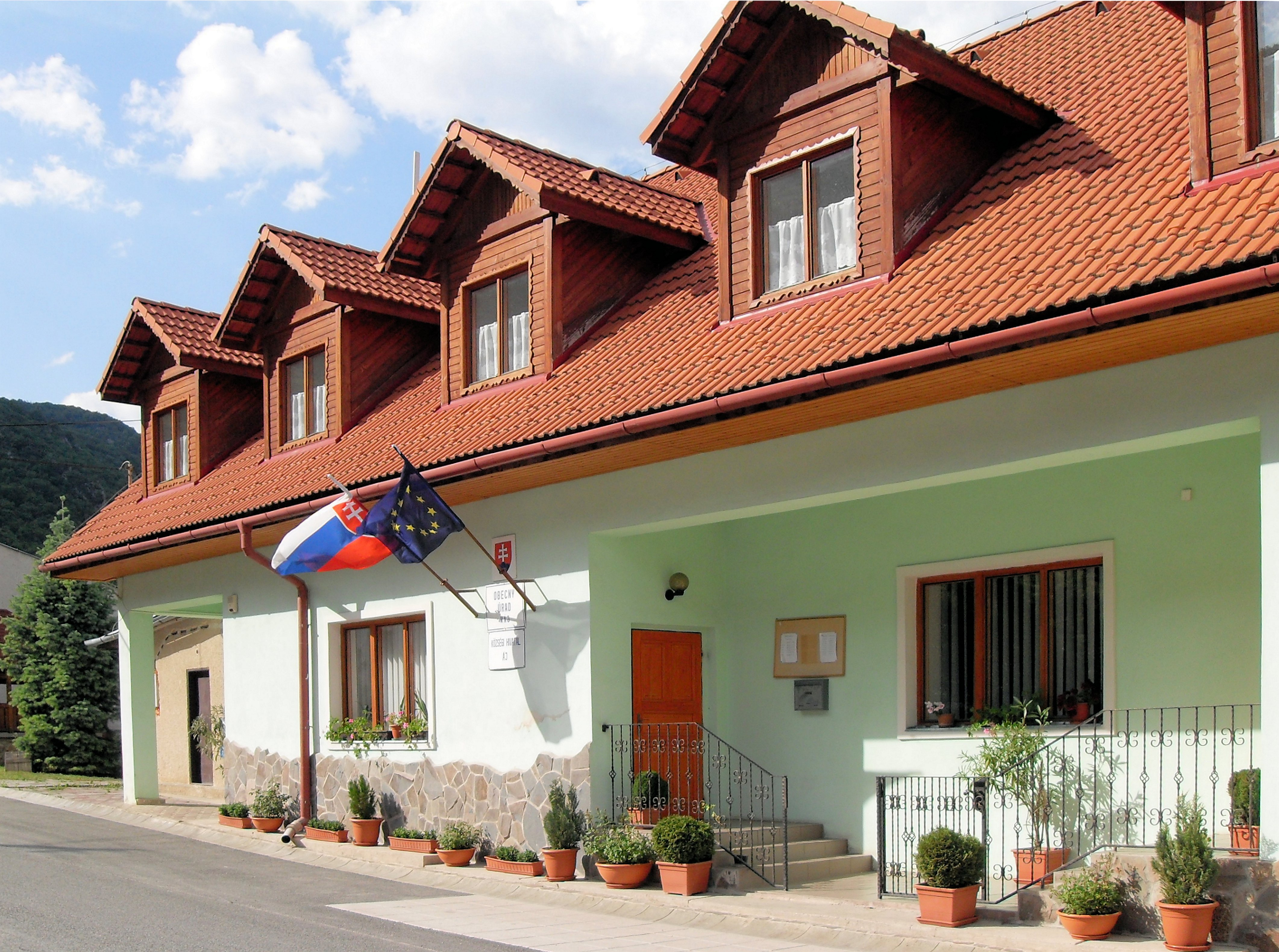
Gemeentehuis
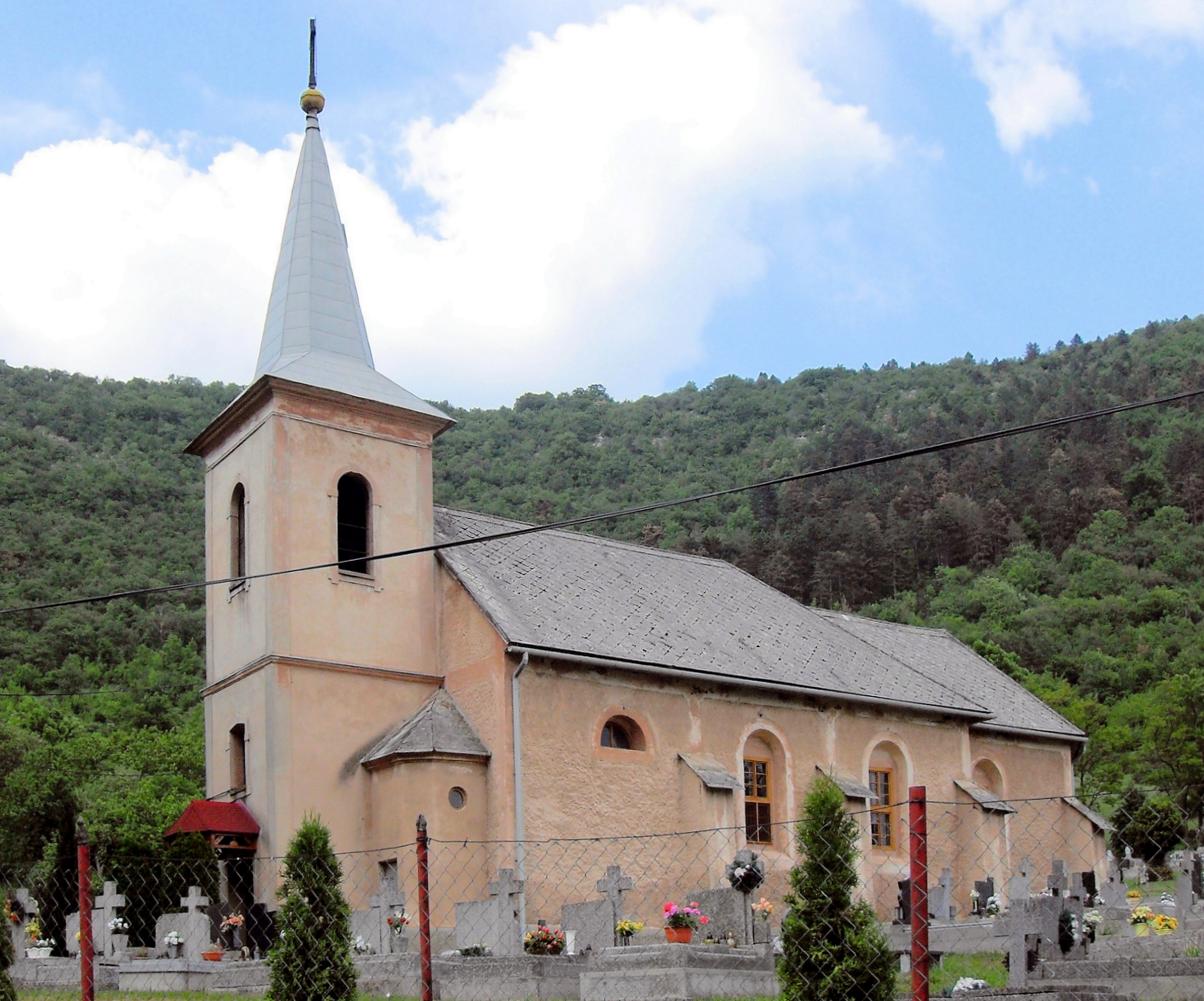
Rooms-katholieke kerk van St Jozef
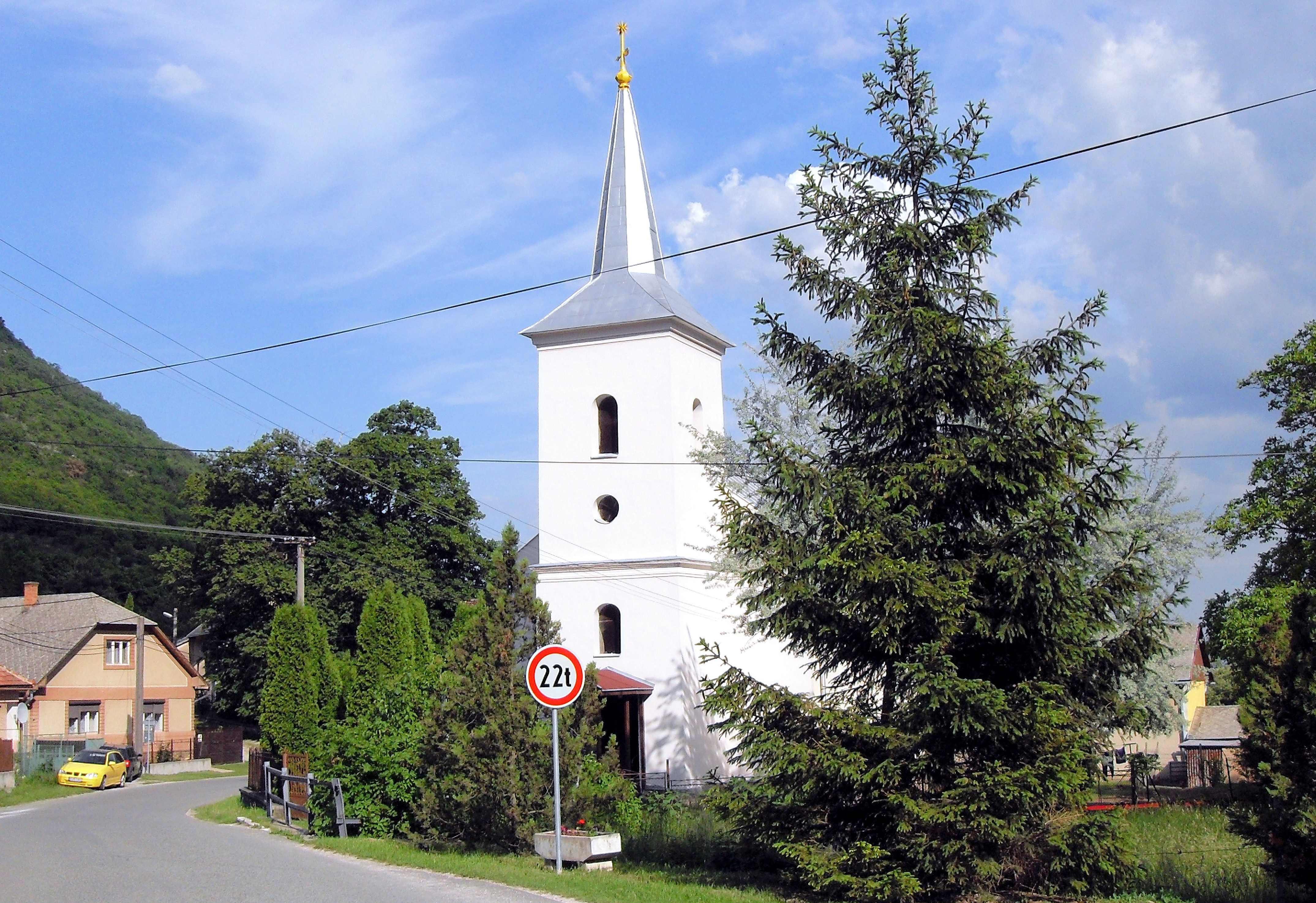
Protestantse kerk